# Ciclova Montană

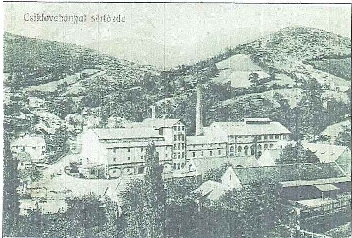
Ansicht von Ciclova Montană, 1905

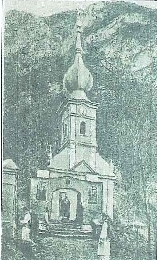
Die Wallfahrtskirche „Maria-Fels“, 1908

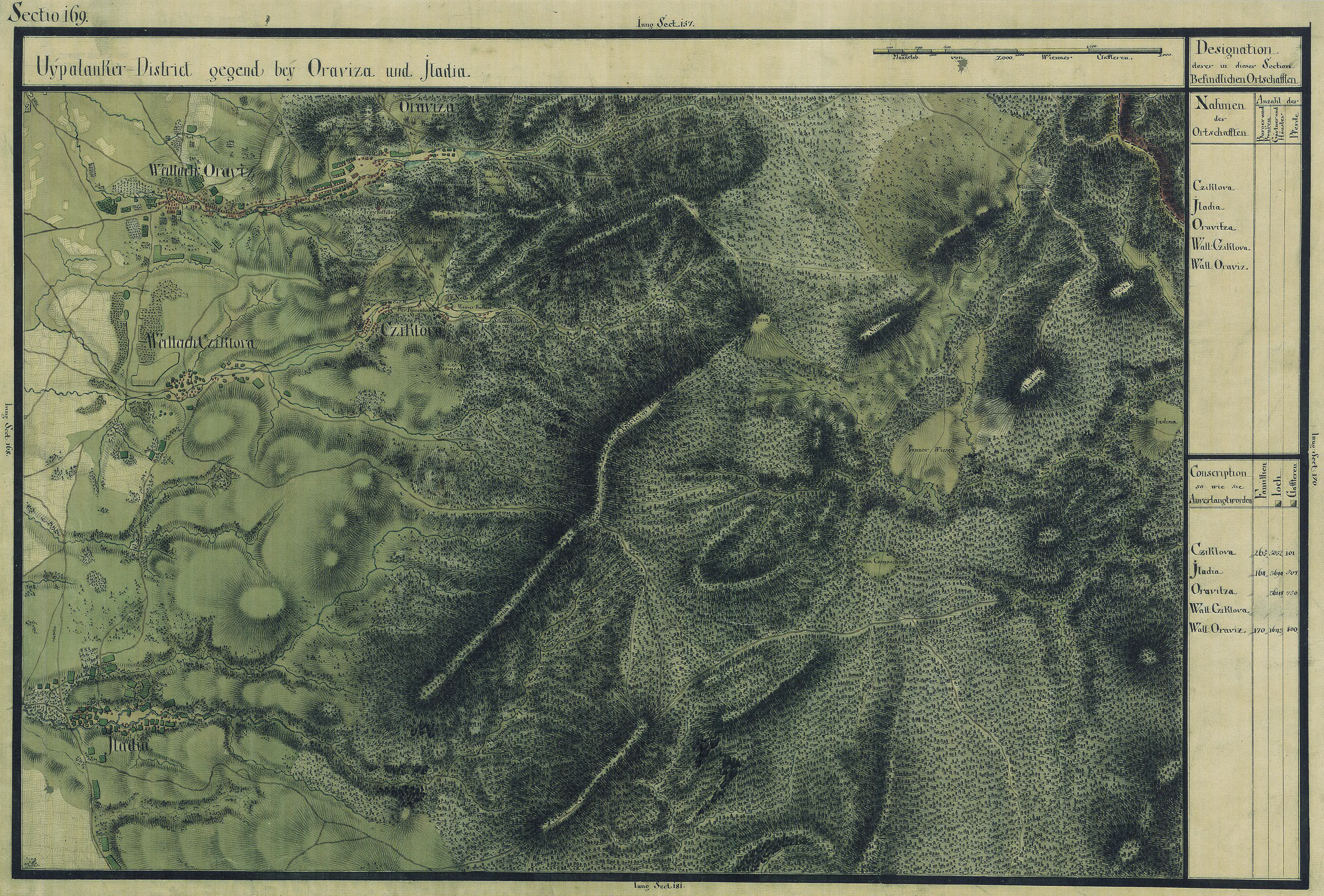
Tschiklowa in: Josephinische Landesaufnahme, 1769–72

Ciclova Montană (deutsch Tschiklowa, Montan Tschiklowa oder Deutsch Tschiklowa, ungarisch Cziklova, Csiklóbánya, Csiklovabánya, Németcsiklova) ist ein Dorf im Kreis Caraș-Severin, Banat, Rumänien. Es ist administrativ heute Teil der Kleinstadt Oravița (Orawitz).

## Geografische Lage
Ciclova Montană befindet sich am Fuße des Anina-Gebirges in 250–310 Meter Höhe. Es liegt an der Kreisstraße (Drum Județean) DJ 571J, drei Kilometer von Oravița entfernt. Die Entfernung zu den Nachbargemeinden beträgt einige Hundert Meter nach Ciclova Română, sieben Kilometer nach Oravița, neun Kilometer nach Ilidia und 19 Kilometer nach Anina/Steierdorf.

### Nachbarorte
| Oravița        | Oravița                                     | Anina/Steierdorf |
| Oravița        | Kompassrose, die auf Nachbargemeinden zeigt | Anina-Gebirge    |
| Ciclova Română | Ilidia                                      | Anina-Gebirge    |

## Geschichte
Schriftlich wurde der Bergort „Csiklobanya“ zum ersten Mal in einem Schreiben des Severiner Bans „Francisc Tallóczi“ an den ungarischen König Ludwig I. am 16. Februar 1437 erwähnt.
Auf der Josephinischen Landaufnahme von 1717 ist der Ort Cziklova eingetragen. Nach dem Frieden von Passarowitz (1718) war die Ortschaft Teil der Habsburger Krondomäne Temescher Banat.
1778 wurde das Banat von der Kaiserin Maria Theresia dem Königreich Ungarn zugesprochen.
Von 1849 bis 1860 war es Teil eines eigenständigen Kronlandes der Woiwodschaft Serbien und Temescher Banat.
Nach dem Österreichisch-Ungarischen Ausgleich (1867) wurde das Banat dem Königreich Ungarn innerhalb der Doppelmonarchie Österreich-Ungarn angegliedert.
Anfang des 20. Jahrhunderts fand das Gesetz zur Magyarisierung der Ortsnamen (Ga. 4/1898) Anwendung. Der amtliche Ortsname war Csiklóbánya.
Die ungarischen Ortsbezeichnungen blieben bis zur Verwaltungsreform von 1923 im Königreich Rumänien gültig, als die rumänischen Ortsnamen eingeführt wurden.
Der Vertrag von Trianon am 4. Juni 1920 hatte die Dreiteilung des Banats zur Folge, wodurch Ciclova an das Königreich Rumänien fiel.
Infolge des Waffen-SS Abkommens vom 12. Mai 1943 zwischen der Antonescu-Regierung und Hitler-Deutschland wurden alle deutschstämmigen wehrpflichtigen Männer in die deutsche Armee eingezogen.
Dafür mussten die Deutschen aus Rumänien nach dem Seitenwechsel Rumäniens am 23. August 1944 büßen.
Noch vor Kriegsende, im Januar 1945, fand die Deportation aller volksdeutschen Frauen zwischen 18 und 30 Jahren und Männer im Alter von 16 bis 45 Jahren zur Aufbauarbeit in die Sowjetunion statt.
Das Bodenreformgesetz vom 23. März 1945, das die entschädigungslose Enteignung der deutschen Bauern, als ehemalige Angehörige der Deutschen Volksgruppe in Rumänien, vorsah, entzog der ländlichen Bevölkerung die Lebensgrundlage. Gleichzeitig wurden auch die Häuser der Deutschen entschädigungslos enteignet. Boden und Bauernhäuser wurden an Kleinbauern, Landarbeiter und Kolonisten aus anderen Landesteilen verteilt.
Durch das Nationalisierungsgesetz vom 11. Juni 1948, das die Verstaatlichung aller Industrie- und Handelsbetriebe, Banken und Versicherungen vorsah, fand die Enteignung aller Wirtschaftsbetriebe statt. Anfang der 1950er Jahre wurde die Kollektivierung der Landwirtschaft vollzogen.

## Wirtschaft
Archäologische Funde bezeugen die Ausübung des Bergbaus auf dem Gebiet des heutigen Ciclova Montană bereits zur Römerzeit und belegen somit die wirtschaftliche Bedeutung von Ciclova entlang der Römerstraße Moldova Nouă–Berzovia.
Bergbau wurde hier auch während der Türkenherrschaft nach 1526 betrieben.
Bereits vor dem Frieden von Karlowitz (1699) wurde das südliche Banat von den Türken aufgegeben. Die Wiener Hofkammer ließ im Jahre 1703 den Reichtum an Erzen durch Bergknappen erforschen.
Unter der Leitung des Bergmeisters „Johann Schubert“ aus Schmöllnitz wurde der Kupferabbau ab 1718 wieder aufgenommen und der erste Banater Schmelzofen angeblasen.
1721 wurde unter Aufsicht des Meisters „Anton Schmidt“ aus Wöllersdorf der kaiserliche Kupferhammer aufgebaut. Auch der für den Betrieb erforderliche Deich entstand in dieser Zeit.
1746 wurden zwei neue Hochöfen und ein zusätzlicher Kupferhammer erbaut.
1868 wurde der Kupfererzabbau eingestellt. Der letzte Eisenhammer erzeugte noch bis 1928 landwirtschaftliche Geräte.
Nach 1950 gab es einige Versuche den Kupferbergbau zu reaktivieren aber ohne wirtschaftlichen Erfolg.
Aufgrund der Anwendung der Maximilianischen Bergordnung erhielten die Bergleute ab 1727 das Bierbraurecht für den eigenen Bedarf. Gebraut wurde auf dem Kupferhammer. Die Brauerei wurde 1818 durch den Apotheker Knobloch gegründet und 1821 an die Familie Fischer verkauft. Der Gesellschafter Robert Bähr bewirkte 1892 die Erweiterung und Modernisierung der Bierfabrik. Am 1. April 1938 wurde die Brauerei „MG Fischer und Söhne“ eingestellt.
Infolge der Finanzkrise entstand in Ciclova 1812 eine Münzprägestätte die nach 1815 erweitert und am 5. Oktober 1817 von Kaiser Franz I. besucht wurde. Kupfermünzen mit der Marke „O“ wurden hier bis 1855 geprägt.

## Tourismus
Zum Erhalt der Artenvielfalt wurde 1973 das Naturschutzgebiet „Valea Ciclovei-Ilidia“ mit einer Gesamtfläche von fast 2000 Hektar gegründet. Hier sammelte der Chirurg und Botaniker aus Oravița Peter Wierzbicki bis 1842 einen Großteil seines Herbariums.
Ciclova Montană ist Ausgangspunkt für Wanderungen zum griechisch-orthodoxen „Kloster Călugăra“, zum Waldhaus „Julia-Wiese“ in der Nähe eines Fliederwaldes, wo das jährliche Volksfest „Ziua Liliacului“ stattfindet und zu den Gipfeln „Roll-Berg“ oder „Simeon“. Die Kalkfelsen sind eine Herausforderung für Alpinisten, genauso wie die zahlreichen Höhlen für Speologen (zum Beispiel die „Adam-Neamțu-Höhle“). Die Waldwege eignen sich für Mountainbiking.
Im gesamten Ortsbereich kann Industriearchäologie betrieben werden. Spuren des ersten Schmelzofens des Banats, des Kupferhammers, der Münzprägestätte, Deiche und Grubeneingänge sind vorhanden.
In der Dorfmitte befinden sich die stillgelegten Anlagen der einstigen Bierfabrik. Besonders sehenswert sind die denkmalgeschützte Kellerei und der Biergarten.
Ein ehemaliges Thermalbad, gebaut 1969, versorgt mit dem 27° warmen Wasser aus der ehemaligen Kupfergrube, ist zu sehen.
Am Dorfeingang aus Richtung Ciclova Română befindet sich die römisch-katholische Wallfahrtskirche „Maria Fels“ und der Kalvarienberg.

## Wallfahrt
1727 wurde die Kapelle „Maria Fels“ zum Aufbewahren eines alten Gnadenbildes gebaut. Die Bischöfe Ladislaus Graf von Nádasdy (1727) und Adalbert von Falkenstein (1733) erwirkten den Ablass für die drei Maria-Festtage.
1777 wurde die jetzige Wallfahrtskirche auf dem Felsen erbaut. Der vollkommene Ablass für das ganze Jahr erfolgte 1798 durch Papst Pius VI. Hier stand eine kleine Orgel, ein Positiv, erbaut um 1800 von Franz Anton Wälter aus Temeswar. Davon ist nur noch das Gehäuse erhalten geblieben und einige Prospektpfeifen. Die Gesänge werden heute auf einem Harmonium begleitet.
Am 12. Mai 1854 geschah das „Wunder von Tschiklowa“, als die kleine Elisabeth Windberger vom Kirchenfels in die Tiefe stürzte und mit einigen Kratzern davonkam.
Maria Tschiklowa ist die Wallfahrtsstätte für die Gläubigen der umliegenden katholischen Orte, die jedes Jahr am 2. Juli, 15. August und 8. September zu ihr pilgern.

## Kulturelles Leben
Im Rahmen der allgemeinen kulturellen Entwicklung dieser Zeit entstanden auch in Ciclova Montană Gründungsinitiativen. 1888 wurde ein Chor gegründet, 1891 eine Lese- und Gesangsgesellschaft.
Im Jahre 1906 fand die Eröffnung der Gemeindebibliothek statt.
Am 30. April 1929 war die feierliche Eröffnung des Kulturheimes, gebaut durch Spenden und freiwillige Arbeitsleistung der Ortsbewohner.
Im Februar 2010 entstand der Kulturkreis „Art Ciclova Association“.

## Persönlichkeiten
- Theodor Ortvay (1843–1916), Priester, Historiker und Publizist